# 李懋 (金朝)
李懋，金朝末年人物。
李懋有特异之术。正大年间，游历京兆，行省完颜合达欣赏他的法术，与他一起到汴京，推荐给金哀宗。金哀宗派遣近侍暗中询问国运安危，他的话无所避忌。居住在繁台寺，朝官每天前去问事，他又能说出隐密之事及吉凶的转变，人们认为神了。哀宗讨厌他说话太露，派遣使者杀他。使者带着酒肴进入寺中，李懋出迎，笑着说：“这就对了。”使者问：“什么意思啊？”李懋说：“我的命数当在今日告终，还要再说什么呢。”于是要来酒，痛饮而死。